# Dark Matter Dimensions
Dark Matter Dimensions är det svenska melodisk death metal-bandet Scar Symmetrys fjärde studioalbum, utgivet i oktober 2009 på Nuclear Blast Records och i Japan på Avalon Music.
Det var bandets första album med vokalisterna Roberth Karlsson och Lars Palmqvist som ersatte avhoppade Christian Älvestam. Karlsson stod för growl och Palmqvist för rensång.
"Noumenon and Phenomenon" och "Ascension Chamber" släpptes som singlar med tillhörande videor. Ytterligare en video gjordes till "The Iconoclast".

## Låtlista
1. "The Iconoclast" – 5:07
2. "The Consciousness Eaters" – 4:42
3. "Noumenon and Phenomenon" – 4:13
4. "Ascension Chamber" – 3:48
5. "Mechanical Soul Cybernetics" – 3:27
6. "Nonhuman Era" – 4:45
7. "Dark Matter Dimensions" – 4:12
8. "Sculptor Void" – 5:23
9. "A Parenthesis in Eternity" – 4:43
10. "Frequencyshifter" – 3:15
11. "Radiant Strain" – 4:15

Bonusspår på japanska utgåvan
1. "Pariah" – 5:23
2. "The Counsciousness Eaters" (Edit Version) – 3:58

## Medverkande
Musiker
- Roberth Karlsson – sång
- Lars Palmqvist – sång
- Per Nilsson – gitarr
- Jonas Kjellgren – gitarr
- Kenneth Seil – basgitarr
- Henrik Ohlsson – trummor

Produktion
- Jonas Kjellgren – producent, mixning, mastering
- Per Nilsson – producent
- Colin Marks – albumkonst, layout